# Juan Pablo Montoya
Juan Pablo Montoya Roldán (født 20. september 1975 i Bogotá, Colombia) er en colombiansk racerkører, der har opnået stor succes i både ChampCar og NASCAR, og også har kørt sæsoner og vundet Grand Prix'er i Formel 1. Han kører lige nu i IndyCar Series.

## Formel 1
Montoyas karriere i Formel 1 strakte sig over 6 sæsoner, fra 2001 til 2006, hvor han nåede at køre 95 Grand Prix'er. Som en sjældenhed i Formel 1 kom han direkte ind i et af de store teams, nemlig Williams, og skiftede senere til McLaren i 2005. Han står noteret for syv Grand Prix-sejre, hvoraf den første kom i det Italiens Grand Prix på Monza i debutsæsonen 2001.
Efter USA's Grand Prix i 2006, annoncerede han i en offentlig pressekonference fra USA, at han havde underskrevet en kontrakt til at køre i NASCAR fra 2007.